# Ferdinand-Joseph Derons
Ferdinand-Joseph Derons ou De Rons (Bruxelles, septembre 1700 - 1762) est un aquarelliste et dessinateur paysager belge.

## Biographie
On sait peu de chose de sa vie. Baptisé le 4 septembre 1700 dans l'ancienne église Saint-Géry, il est le quatrième enfant de Michel Derons, organiste, et de Jeanne-Françoise Jamain. On retrouve son nom en 1719 dans le registre des comptes de l'académie de Bruxelles, dont il fréquente brièvement les cours. On ignore si le dessin est son unique activité, il est identifié comme schilder (peintre) dans le registre du recensement de 1755. Il vit alors rue Sainte-Anne dans la maison du peintre André Martin également paysagiste avec qui il semble associé ; il y décède en 1762.
Son œuvre connue constituée de nombreux dessins, dont tous ne sont pas formellement identifiés, se situe entre 1723 et 1760. Héritier d'un courant artistique né au XVIe siècle, il reproduit avec minutie des vues de la ville et de ses bâtiments et les paysages des alentours où l'on peut reconnaitre les domaines de la noblesse ou du clergé. Longtemps négligée et considérée comme mineure, l'œuvre de Derons fait aujourd'hui l'objet de recherches en raison de sa valeur documentaire et historique inestimable.
Dès la fin du XIXe siècle, une série de cinq aquarelles acquise par la ville de Bruxelles en 1853 a eu une importance capitale. C'est en effet surtout grâce à ces dessins à la plume exécuté en 1727 et qui représentent l'ensemble des maisons de la Grand-Place de Bruxelles que celle-ci, sous l'impulsion du bourgmestre Charles Buls ont pu être restaurée dans leur état d'origine, après les nombreuses dégradations subies durant 150 ans. 
Après Augustin Coppens qui a illustré les ruines de la ville détruite lors du bombardement de Bruxelles de 1695, F.-J. Derons dessine la ville reconstruite. Une autre série montre sous différents angles l'incendie qui a ravagé l'ancien palais du Coudenberg en 1731. Le port de Bruxelles et ses canaux est un autre de ses sujets de prédilection. 
Dans un rayon d'une vingtaine de kilomètres au-delà des remparts de la ville, Derons croque des paysages champêtres, les châteaux anciens, ou les domaines de plaisance des seigneurs locaux ou des bourgeois bruxellois, sans doute sur commande de ces derniers ou de collectionneur.

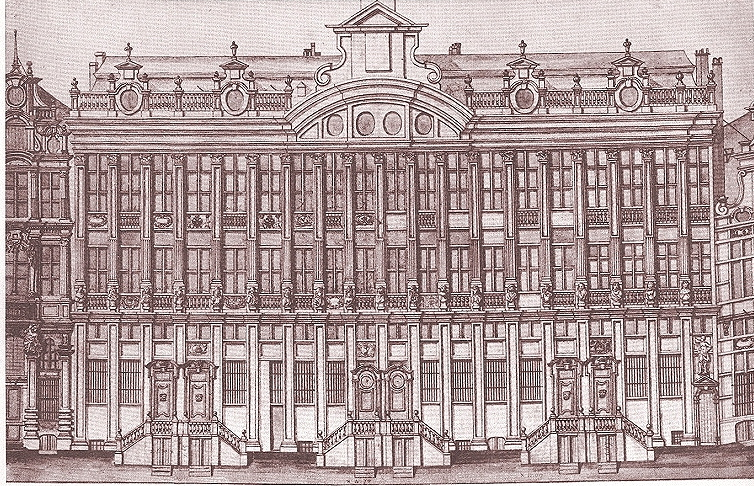
La Maison des Ducs de Brabant par Ferdinand-Joseph De Rons (1749)
(Musée de la Ville de Bruxelles)

## Source
- Exposition: De la ville et ses plaisantes campagnes Hôtel de Ville de Bruxelles, 2007